# Highland Haven
Highland Haven è un centro abitato degli Stati Uniti d'America, situato nella contea di Burnet dello Stato del Texas.

## Geografia fisica
Highland Haven è situata a 30°36′25″N 98°23′43″W, circa 15 km a sud ovest di Burnet, e 45 km a nord ovest di Austin.
Secondo lo United States Census Bureau, ha un'area totale di 0,5 miglia quadrate (1,3 km²), di cui 0,4 miglia quadrate (1,0 km²) è terreno e 0,1 miglia quadrate (0,26 km², 22.22%) è acqua.

## Società

### Evoluzione demografica
Secondo il censimento del 2000, c'erano 450 persone, 226 nuclei familiari, e 169 famiglie residenti nella città. La densità di popolazione era di 1.061,0 persone per miglio quadrato (413,7/km²). C'erano 272 unità abitative a una densità media di 641,3 per miglio quadrato (250,0/km²). La composizione etnica della città era formata dal 98,00% di bianchi, lo 0,89% di nativi americani, lo 0,22% di asiatici, lo 0,44% di altre razze, e lo 0,44% di due o più etnie. Ispanici o latinos di qualunque razza erano il 4,44% della popolazione.
C'erano 226 nuclei familiari di cui l'8.8% avevano figli di età inferiore ai 18 anni, il 70,8% erano coppie sposate conviventi, il 3,1% aveva un capofamiglia femmina senza marito, e il 24,8% erano non-famiglie. Il 21,7% di tutti i nuclei familiari erano individuali e il 17,7% aveva componenti con un'età di 65 anni o più che vivevano da soli. Il numero di componenti medio di un nucleo familiare era di 1,99 e quello di una famiglia era di 2,25.
La popolazione era composta dall'8,9% di persone sotto i 18 anni, lo 0,4% di persone dai 18 ai 24 anni, l'11,3% di persone dai 25 ai 44 anni, il 31,1% di persone dai 45 ai 64 anni, e il 48,2% di persone di 65 anni o più. L'età media era di 64 anni. Per ogni 100 femmine c'erano 94,8 maschi. Per ogni 100 femmine dai 18 anni in giù, c'erano 87,2 maschi.
Il reddito medio di un nucleo familiare era di 54.375 dollari, e quello di una famiglia era di 59.792 dollari. I maschi avevano un reddito medio pro capite di 32.125 dollari contro i 23.125 dollari delle femmine. Il reddito medio pro capite era di 30.528 dollari. Circa l'1.2% delle famiglie e lo 0,9% della popolazione erano sotto la soglia di povertà, incluso nessuno sotto i 18 anni e l'1.9% di persone di 65 anni o più.